# Gamston (Rushcliffe)
Gamston – wieś w Anglii, w hrabstwie Nottinghamshire, w dystrykcie Rushcliffe. Leży 5 km na południowy wschód od miasta Nottingham i 170 km na północny zachód od Londynu.